# We Don't Have Time
We Don't Have Time ("We hebben geen tijd [meer]") is een Zweedse tech-start-up die via de sociale media, en meer bepaald een eigen sociaal platform, ondersteuning wil bieden voor ingrijpende klimaatinvesteringen.

## Structuur en bestuur
We don't Have Time is in april 2018 opgericht als onderneming naar Zweeds recht, volgens het principe van maatschappelijk verantwoord ondernemen, waarbij het merk en de prioriteitsaandelen (class-A) worden gecontroleerd door een gelijknamige stichting.
Het bedrijf heeft een bestuursraad en een adviesraad, met daarin onder meer een vertegenwoordiger van meubelgigant IKEA. CEO van het bedrijf is Ingmar Rentzhog; Chief Operating Officer is David Olsson. In februari 2019 waren zij de enige twee met een salaris in het bedrijf.  Ingmar Rentzhog is tevens stichter en CEO van communicatieconsultant Laika, en leader in het Climate Reality Project van voormalig vicepresident Al Gore.

## Bedrijfsmodel
Het is de bedoeling om met WeDontHaveTime.org en #WeDontHaveTime een wereldwijd sociaal platform op te bouwen dat, via sociale input, een verregaande invloed moet krijgen op klimaatinvesteringen, naar het voorbeeld van wat TripAdvisor betekent voor de reissector. Een groot aantal (klimaat-)bewuste gebruikers (men mikt op 100 miljoen) zou dan via scores commerciële initiatieven selectief ondersteunen, en op die manier waarde creëren voor investeerders.

## Promotie
Om het sociaal netwerk te promoten, trok We don't Have Time mediagenieke jonge activisten zoals Greta Thunberg aan als speciaal jeugdadviseur en curator, net als Jamie Margolin, de teenage-stichter van de Zero Hour beweging van jonge klimaatactivisten. Thunberg deed dit gedurende een korte periode maar de organisatie gaf in februari 2019 toe dat ze haar naam later verder gebruikten zonder medeweten van Greta Thunberg of haar familie.

## Lof en kritiek
Stichter Ingmar Rentzhog kreeg in 2018 een prijs als belangrijkste Zweedse "milieu-influencer".
In radicaal-ecologische kringen vindt dit bedrijfsmodel met jeugdige "ambassadeurs" echter geen bijval. Men is er van oordeel dat de jeugd voor de kar wordt gespannen van een slimme investeringsmaatschappij, die via een nieuw soort Green New Deal in feite het Westers kapitalistisch model wil bestendigen. Tegelijk wordt aan de grondoorzaken van het klimaatprobleem weinig veranderd, en krijgen actoren met een sterke pr-afdeling een onnatuurlijk voordeel op het sociaal platform.